# Shawn Daivari
Shawn Daivari (30 de abril de 1984) es un luchador profesional iraní-estadounidense. actualmente firmado a WWE como productor bajo el nombre de Shawn Daivari. Es conocido por sus apariciones en la World Wrestling Entertainment, Total Nonstop Action Wrestling y Ring of Honor.

## Carrera

### World Wrestling Entertainment (2004–2007)
Mientras estaba en la WWE fue mánager de varias superestrellas como Kurt Angle , Mark Henry, The Great Khali y Muhammad Hassan. En 2005 en un episodio de RAW luchó contra Batista por el Campeonato Mundial de Peso Pesado de la WWE, aunque fue derrotado. 
Daivari debutó en la división peso crucero en el SmackDown! del 9 de febrero de 2007, derrotando al Campeón Peso Crucero de la WWE Gregory Helms, y en la siguiente semana atacó a Scotty 2 Hotty mientras este se enfrentaba al Campeón Peso Crucero de la WWE Gregory Helms después fue atacado por Funaki, provocando que se pactara un Cruiserweight Open Match por el Campeonato Peso Crucero de la WWE de Gregory Helms contra Scotty 2 Hotty, Funaki, Jamie Noble, Shannon Moore, Jimmy Wang Yang & él, en No Way Out. En No Way Out participó en el Cruiserweight Open Match por el Campeonato Peso Crucero de la WWE de Gregory Helms, entrando en posición #1, enfrentándose a Scotty 2 Hotty, sin embargo fue eliminado por Hotty. Luego en el SmackDown! del 2 de marzo junto al Campeón Peso Crucero de la WWE Chavo Guerrero & Gregory Helms fueron derrotados por Jimmy Wang Yang, Scotty 2 Hotty & Funaki. En el SmackDown del 16 de marzo se enfrentó a Kane, sin embargo terminó sin resultado, pero en el SmackDown del 13 abril fue derrotado por Kane, durante los siguientes episodios de SmackDown perdió en Dark Matches frente a Chuck Palumbo & Cody Rhodes, volvió a la televisión en el SmackDown del 8 de junio, siendo derrotado junto a Chavo Guerrero & Jamie Noble por Jimmy Wang Yang, The Brian Kendrick & Paul London, y la siguiente semana se enfrentaría a Jimmy Wang Yang, Jamie Noble & Shannon Moore en un Fatal-4 Way Match por ser contendiente #1 al Campeonato Peso Crucero de la WWE de Chavo Guerrero en Vengence: Night of Champions, sin embargo ganó Yang. En el Heat emitido el 13 de julio, fue derrotado por Jim Duggan, la siguiente semana en Heat, derrotó a Mike Sloan y la siguiente semana en Heat, derrotó a Val Venis. En el Heat emitido el 10 de agosto, derrotó a Super Crazy y en el Heat emitido el 24 de agosto, derrotó a Jim Duggan, en el Heat emitido el 14 de septiembre, fue derrotado por Super Crazy, en el Heat, fue derrotado por Jim Duggan, la siguiente semana en Heat, fue derrotado por Ron Simmons y la siguiente semana en Heat, fue derrotado por Cody Rhodes.

### Circuito independiente (2007-2008)
En ICW Destiny en 2007, y siendo face, Shawn y su hermano menor Sheik Arya, lucharon por los títulos en parejas que poseían Troy Walters y Esteban. Cuando Arya iba a aplicar el Magic Carpet Ride, fue golpeado por uno de los campeones con el cinturón, ganando The Daivaris por descalificación; no obstante, se anunció una revancha inmediatamente después. Arya , quien estaba tocado, tuvo que lidiar con los campeones; sin embargo, el combate acabó cuando The Daivaris hicieron un doble Magic Carpet Ride y una doble cuenta sobre los campeones, ganando el combate y los títulos.

### Total Nonstop Action Wrestling (2008-2009)
Debutó en TNA como Daivari, siendo el capitán del Team Internacional junto a Alex Kozlov, Doug Williams & Tyson Dux en The TNA World X Cup Tournament, donde en la primera ronda, junto a Tyson Dux fueron derrotados por Motor City Machine Guns (Alex Shelley & Chris Sabin) representando a Team TNA. En Victory Road, representando a Team Internacional se enfrentó a Volador Jr. (Team Mexico), Kaz (Team TNA) & Naruki Doi (Team Japan) en un Ultimate X Match en la ronda final del World X Cup 2008. Más tarde cambiaría su nombre a Sheik Abdul Bashir, interfirió durante el combate entre Petey Williams contra Consecuences Creed por el Campeonato de la División X de la TNA en TNA Hard Justice, causando que Williams retuviera el título, ya más tarde entrar en un feudo contra Petey Williams & Consecuences Creed por el Campeonato de la División X. Ganó el Campeonato de la División X de la TNA derrotando a Petey Williams y a Consecuences Creed en No Surrender. Continuando el feudo contra Consecuences Creed hasta Bound for Glory IV donde lo derrotó y retuvo el Campeonato de la División X de la TNA. Luego comenzando un feudo contra Rhino, que culminó en Turning Point, donde fue derrotado en un combate sin el título en juego. Luego comenzó un feudo contra Eric Young que culminó en Final Resolution, donde fue derrotado por Eric Young porque el árbitro  Shane Sewell lo atacó provocando que perdiera el Campeonato de la División X de la TNA ante Young. Luego de esto comenzó un feudo contra Shane Sewell, que culminó en Génesis 2009, enfrentándose a Sewell, sin embargo perdió. Luego de un tiempo se enfrentó a Suicide, Jay Lethal, Consecuences Creed & Kiyoshi por el Campeonato de la División X de la TNA de Suicide en Lockdown, sin embargo retuvo Suicide. Luego comenzando un feudo junto a Motor City Machine Guns(Alex Shelley & Chris Sabin) contra Jay Lethal, Consecuences Creed & Eric Young, enfrentándose ambos en Sacrifice, donde fueron derrotados por Lethal, Creed & Young. Luego fue liberado de su contrato por TNA.

### Ring of Honor (2010-2011)
Daivari hizo su regreso a ROH el 5 de febrero de 2010, en las grabaciones de Ring of Honor Wrestling en HDNet, una vez más interpretando a un talón antiamericano. En las grabaciones del 6 de marzo, se unió al stable de Prince Nana, The Embassy. El 19 de junio de 2010, en Death Before Dishonor VIII, participó en una pelea de guanteletes por el Campeonato Mundial ROH de Roderick Strong. El 11 de septiembre de 2010, en Glory By Honor IX, Daivari desafió sin éxito a Eddie Edwards por el Campeonato Mundial de Televisión de ROH.

### Regreso al circuito independiente (2010-2018)
Daivari hizo su debut en Juggalo Championship Wrestling (JCW) en At Oddball Wrestling el 14 de agosto de 2010, donde The Daivari Brothers (Shawn y su hermana Arya), perdieron ante The Ring Rydas. El 10 de noviembre de 2010, en el primer evento de la gira, derrotó a Dunkan Disorderly en Burdeos, Francia, para ganar el Campeonato AWR No Limits. Daivari hizo su debut en American Wrestling Rampage en el Twisted Steel Tour de siete noches de AWR. El 8 de mayo de 2011, en Pro Wrestling Syndicate Vendettaevento, Daivari ganó el Campeonato del Estado de Nueva York de la PWS vacante. Varios días después en Canadian Wrestling's Elite, él y Ariya Daivari fueron a la final del CWE Tag Team Championship Tournament, pero perdieron ante Danny Duggan y Kenny Omega.
En junio de 2011, Daivari, que trabajaba bajo el nombre de Dubai, fue anunciado como uno de los cuatro capitanes de equipo para las grabaciones piloto de All Wheels Wrestling. En las grabaciones piloto el 29 de junio, Dubai fue derrotado por primera vez por RPM (Jay Lethal) en un combate de Iron Man de cinco minutos y luego por Schwagg Dutt (Sonjay Dutt) en un combate Ultimate X , que también incluyó a Aaron Aguilera y RPM. En diciembre de 2011, Daivari participó en el proyecto de India de TNA, Ring Ka King, donde reanudó el truco de Abdul Bashir y formó The Sheiks con su hermano Arya, que trabajaba como Mustafa Bashir.
El 12 de mayo de 2012, Daivari ganó el Campeonato de peso crucero de Big Time Wrestling. En octubre, él y Sonjay Dutt lucharon para Family Wrestling Entertainment (FWE) desafiando al Adrenaline Express por el Campeonato de Parejas de FWE. El 6 de octubre, Daivari derrotó a Crowbar en el primer show de House of Hardcore (HOH). En una transmisión de Portland Wrestling Uncut que se emitió el 3 de noviembre de 2012 en Portland, Oregon, la estación KPTV, Daivari perdió por pinfall ante la estrella local Exile, aunque el resultado fue discutido porque Daivari señaló que tenía su pie en la cuerda inferior cuando fue inmovilizado. 
A partir de 2018, solo ha hecho algunas apariciones en el circuito independiente, sobre todo para Insane Championship Wrestling y la promoción Wrestling Pro Wrestling (WPW) de Brian Kendrick.

### Regreso a WWE (2011, 2018-2020, 2021-presente)

#### 2011
El 6 de mayo apareció en un Dark Match de SmackDown contra Ted DiBiase, Jr. perdiendo la lucha.

#### 2018
Después de 7 años, regresa de nuevo a WWE, apareciendo durante el evento WWE Greatest Royal Rumble junto a su hermano miembro de la división crucero, Ariya Daivari junto con una bandera de Irán, increpando a los nuevos talentos de Arabia Saudita, pero fue castigado por estos.

#### 2021-presente
Regresó el 11 de junio de 2021.

### Lucha Underground (2015)
El 15 de abril de 2015, Daivari hizo su debut en Lucha Underground como DelAvar Daivari, un luchador de una familia adinerada, siendo visto sentado durante la noche entre la audiencia. En el episodio del 22 de abril de 2015, Daivari atacó a El Texano Jr. después de que Texano lo empujó, lo que le costó al equipo de Texano el combate por el Campeonato de Lucha Underground Trios. El 13 de mayo de 2015, Daivari hizo su debut en el ring contra Texano, que Daivari ganó por descalificación luego de que Texano atacara al árbitro. El 20 de mayo de 2015, Daivari contrató a Big Ryck como su guardaespaldas, ambos atacando a Texano y a Bengala. Debido a que la alianza no dio sus frutos para Daivari, atacó a Ryck con una silla plegable de acero durante un combate de siete vías en Última Lucha.
Daivari no apareció en la temporada 2. Sin embargo, luchó contra Paul London en un dark match en Última Lucha Dos en el que fue derrotado.

### Regreso a Impact Wrestling (2020-2021)
El 24 de octubre de 2020, en Bound for Glory, hizo una aparición no anunciada como participante en el combate del guantelete Call Your Shot bajo el nombre de ring Daivari, que no pudo ganar ya que fue eliminado por Brian Myers.
Comenzando el 2021, se anunció que participaría en Torneo por la Super X Cup en Génesis. En Génesis, se enfrentó a Cousin Jake en la primera ronda del Torneo por la Super X Cup, sin embargo perdió.

### Major League Wrestling (2021)
En enero de 2021, Major League Wrestling anunció a Daivari como el nuevo miembro de The Contra Unit.

## Campeonatos y logros
- AXW

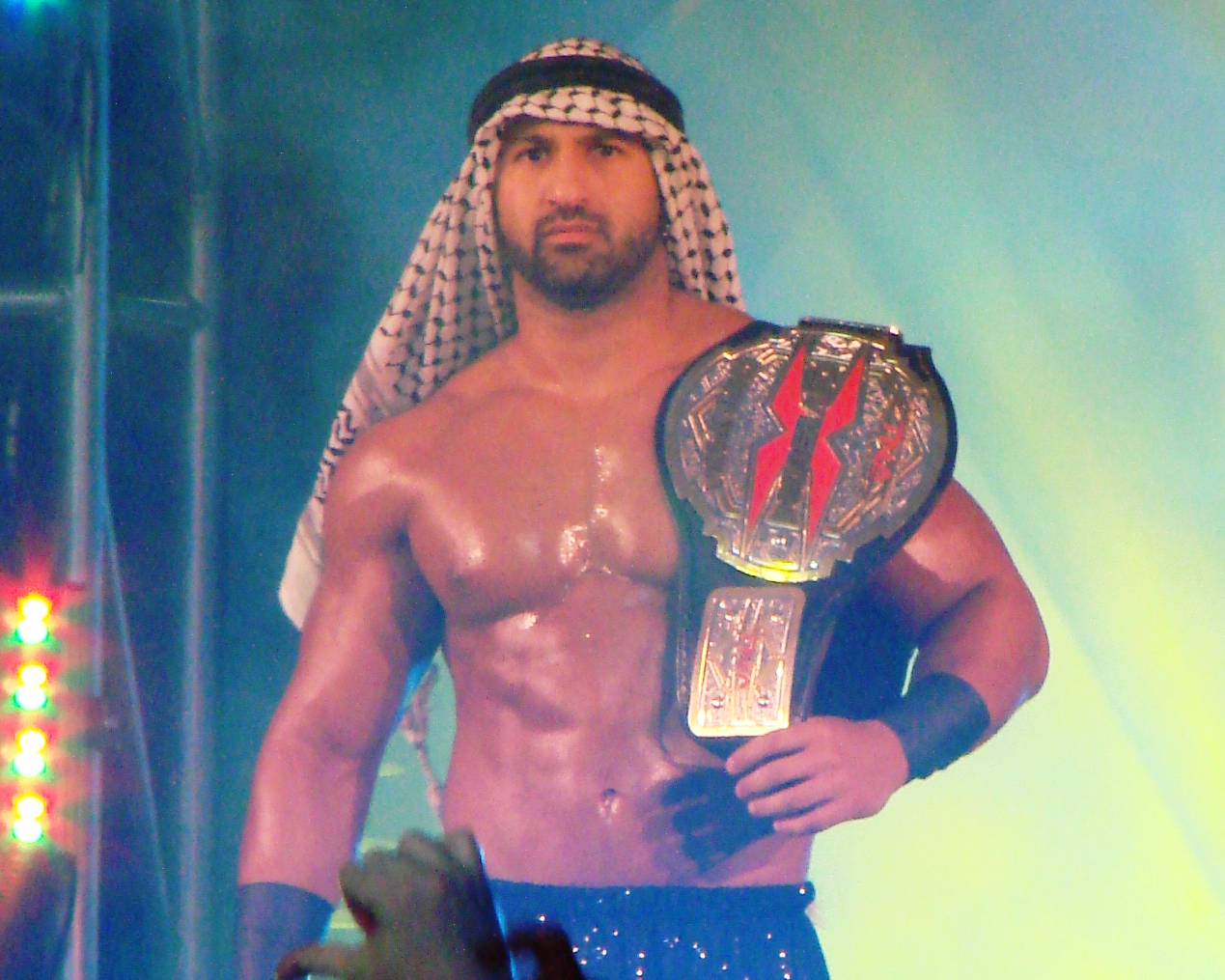
Daivari como Campeón de la División X.

  - AXW Cruiserweight Championship (1 vez)

- All Star Championship Wrestling-National Wrestling Alliance
  - ACW-NWA Cruiserweight Championship (1 vez)

- American Made Wrestling Entertainment
  - AMWE Light Heavyweight Championship (1 vez)[2]

- Big Time Wrestling
  - BTW Cruiserweight Championship (1 vez, actual)

- Mad Asylum Pro Wrestling
  - MAPW Heavyweight Championship (1 vez)[2]

- Midwest Independent Association of Wrestling
  - MIAW Lightweight Championship (1 vez)[2]

- NEO-PRO Wrestling
  - NEO-PRO Cruiserweight Championship (1 vez)[2]

- Indiana Championship Wrestling
  - ICW Destiny Tag Team Champion (1 vez) - con Sheik Arya Daivari

- Total Nonstop Action Wrestling
  - TNA X Division Championship (1 vez)[2]

- Pro Wrestling Illustrated
  - Situado en el N.º 85 en los PWI 500 de 2009[11]
  - Situado en el N.º 170 en los PWI 500 de 2010[12]
  - Situado en el N.º 216 en los PWI 500 de 2012[13]
  - Situado en el N.º 281 en los PWI 500 de 2013[14]